# Andrea Peterhansel
Pour les articles homonymes, voir Peterhansel.
Pas d'image ? Cliquez ici
Andrea Peterhansel, née Andrea Mayer le 2 janvier 1968 à Kaufbeuren, est une pilote allemande de rallye-raid et de motocross. Elle est la compagne de Stéphane Peterhansel.

## Palmarès

### Résultats au Rallye Dakar
en catégorie Moto :
- 2002 : 23e;
- 2001 : 30e;
- 2000 : 53e;
- 1999 : 32e;
- 1996 : 45e;

en catégorie Auto :
- 2005 : abandon;
- 2004 : 5e;
- 2003 : 21e;

en catégorie Camion :
- 2011 : 39e;

### Résultats absolus 2001
- 6e de l'Abu Dhabi Desert Challenge (KTM);

### Résultats absolus 2003
- 5e du Rallye de Tunisie (Mitsubishi Pajero);
- 5e de l'Abu Dhabi Desert Challenge (Mitsubishi Pajero);

### Résultats féminins auRallye de Tunisie
Vainqueur en 1995 et 1997 ;

### Résultats féminins auRallye de l'Atlas
Vainqueur en 1994, 1995 et 1996 ;

### Résultats féminins auAbu Dhabi Desert Challenge
Vainqueur en 1997, 1998 et 2001 ;
- 2e en 2012 ;

### Victoires auRallye-raid de Sardaigne
- 2011;
- 2012;

### Victoires à laCoupe du monde des rallyes tout-terrain
- 2019;